# Leptogenys stygia
Leptogenys stygia é uma espécie de formiga do gênero Leptogenys, pertencente à subfamília Ponerinae.